# Nymphidium
Nymphidium is een geslacht van vlinders uit de familie van de prachtvlinders (Riodinidae) en de onderfamilie Riodininae.
Nymphidium werd in 1807 beschreven door Fabricius.

## Soorten
Het geslacht omvat de volgende soorten:
- N. acte Doubleday, 1847
- N. acherois (Boisduval, 1836)
- N. admeta Doubleday, 1847
- N. agdestis Doubleday, 1847
- N. albicans Stichel, 1929
- N. anapis (Godart, 1824)
- N. ariari Callaghan, 1988
- N. ascolia Hewitson, 1853
- N. aurum Callaghan, 1985
- N. azanoides Butler, 1867
- N. baeotia Hewitson, 1853
- N. balbinus Staudingerl, 1887
- N. cachrus (Fabricius, 1787)
- N. callaghani Brévignon, 1999
- N. caricae (Linnaeus, 1758)
- N. carmentis Stichel, 1910
- N. clearista (Butler, 1847)
- N. corculum Stichel, 1929
- N. cymo Doubleday, 1847
- N. chimborazium H. Bates, 1868
- N. chione H. Bates, 1867
- N. derufata Callaghan, 1985
- N. eutrapela Bates, 1868
- N. fulminans H. Bates, 1868
- N. guyanensis Gallard & Brévignon, 1989
- N. haematostictum Godman & Salvin, 1878
- N. hesperinum Stichel, 1911
- N. latibrunis Callaghan, 1985
- N. latois Doubleday, 1847
- N. lenocinium Schaus, 1913
- N. leucarpis Stichel, 1925
- N. leucosia (Hübner, 1806)
- N. lisimon (Stoll, 1790)
- N. manicorensis Callaghan, 1985
- N. mantus (Cramer, 1775)
- N. menalcus (Stoll, 1782)
- N. nealces Hewitson, 1871
- N. ninias Hewitson, 1865
- N. nivea Talbot, 1928

- N. olinda H. Bates, 1865
- N. omois Hewitson, 1865
- N. onaeum Hewitson, 1869
- N. plinthobaphis Stichel, 1910
- N. scaea Doubleday, 1847
- N. scurrilis Stichel, 1929
- N. smalli Callaghan, 1999
- N. strati Kaye, 1925
- N. trinidadi Callaghan, 1999
- N. undimargo Seitz, 1917